# MIDlet
Una MIDlet JAVA è un'applicazione creata per sistemi embedded, specificamente per i sistemi con installata una J2ME Virtual Machine. Queste applicazioni sono di solito giochi e programmi per i cellulari.

## Mobile Information Device toolkit
Una MIDlet, per funzionare, necessita di un dispositivo che implementi almeno J2ME, CLDC e MIDP. Come altre applicazioni Java, le MIDlet seguono la filosofia del "compila una volta, esegui ovunque" tipica del linguaggio Java.
Il file principale delle distribuzioni MIDlet ha estensione .jar, tuttavia si possono trovare associati dei file .jad, che contengono informazioni sulla localizzazione e sul contenuto del file .jar. L'implementazione di una MIDlet può o non può necessitare del file .jad.
Una MIDlet deve sottostare a questi requisiti per poter funzionare su un dispositivo mobile:
- La classe main deve essere una sottoclasse di javax.microedition.midlet.MIDlet
- La MIDlet deve essere compressa in un file .jar
- Il file .jar deve essere pre-verificato usando un preverificatore.
- In alcuni casi, il file .jar deve essere firmato dal produttore del dispositivo mobile stesso.